# 中国共产党中央委员会调查部
中国共产党中央委员会调查部，简称中共中央调查部，是中国共产党中央委员会已撤销的负责情报和反情报工作的直属职能部门。成立于1955年，中共中央调查部承担中央军事委员会总情报部与中华人民共和国公安部的情报职责。1983年，中共中央调查部撤销并整体并入新组建的中华人民共和国国家安全部。

## 历史
1955年6月20日，中央人民政府人民革命军事委员会总参谋部联络部正式改建为中共中央调查部，划归党务系统；联络部中的军事情报单位继续保留在中央军委领导下，后来沿革为总政治部联络部。首任部长李克农（兼任），高层领导有孔原、邹大鹏、冯铉、罗青长、王涛江、刘志汉和马次青等。中央调查部的日常工作由李克农报告给中共中央办公厅主任杨尚昆，重大事项请示中共中央书记处总书记邓小平。其职能类似以色列“辛贝特”。中央调查部的设立、职能、编制与领导姓名均严格保密。在党政文件中必须提到中共中央调查部，则代之以隐语“在西苑的机关党委”。西苑是指中共中央调查部部机关所在地北京市海淀区西苑大院。1955年，中共中央成立了中央对台工作领导小组和中共中央台湾工作办公室，对台办公室设在中央调查部，主任由“周总理办公室主任”兼，杨荫东负责具体工作。
1955年12月召开“第二次政治情报工作会议”，毛泽东12月6日的题词是“实事求是，努力工作”，刘少奇12月8日的题词是“总结经验，改进工作，争取反帝国主义斗争的更大胜利，保卫祖国的社会主义建设。”12月24日，周恩来接见与会代表并发表讲话，强调：“这样一条路线的重要环节就是怎样争取国际和平。争取和平，越持久越好。我们要利用这个和平时间，更多、更快、更好、更省地来建设我们的国家，使我们的国家更强大、更富强。”
1959年2～3月，中共中央调查部召开了全国情报工作会议；2月26日，邓小平、彭真和杨尚昆接见了调查部工作会议的外国工作同志。1961年10月，召开全国情报工作会议，与会人员来自中共中央调查部、公安部、外交部、解放军总参谋部情报部、解放军总政治部、国务院外事办公室和中华人民共和国华侨事务委员会等。1965年，随着中国的国民经济好转，对懂得外语的业务干部需求增长很大，成立中央调查部部属的普通高等院校：国际关系学院，校址在北京市海淀区西苑。
文化大革命开始后，中央分管中调部的领导由邓小平改为康生。中共中央调查部受到国际关系学院学生造反组织的冲击，导致短时间瘫痪。1967年3月，经毛泽东同意，周恩来宣布对中共中央调查部实行军管。1969年6月13日，中共中央决定将中共中央调查部并入中国人民解放军总参谋部情报部，部长熊向晖，副部长罗青长等。1973年3月后，中共中央调查部从总参情报部分立出来，恢复原建制，负责人罗青长。
1979年1月至1981年4月，曾任北京市公安局局长的冯基平任中共中央调查部副部长，负责追查四人帮与康生的问题。1983年7月1日，由时任公安部部长兼中央政法委秘书长刘复之的建议下，以中共中央调查部为主体，与公安部的反间谍部门及统战部等部门合并，组成中华人民共和国国家安全部。

## 历任部长
1. 李克农（1955年6月－1962年2月去世），副部长邹大鹏、冯铉
2. 孔原（1962年11月－1967年被“打倒”)
3. 军管小组负责人（1967年－1969年6月）
4. 1969年6月至1973年3月，中共中央调查部并入总参情报部。
5. 罗青长（1973年3月－1983年7月1日）先任负责人，后转为部长，副部长杨耀南、王炎堂。

## 机构设置

### 直属机构
- 管理局
- 干部局
- 联络局：负责管理派到北京市内各国家机关兼职的中共中央调查部干部
- 现代国际关系研究所

### 地方分支
- 中共上海市委调查部，1955年6月成立[5]
- 中共广东省委调查部，成立于1955年8月，它既隶属于省委又隶属于中共中央调查部。中共广东省委调查部一直存在到1983年改编并入广东省国家安全厅。[6]
- 中共云南省委调查部，成立于1955年8月，1957年6月撤销
- 中共山东省委调查部，1978年12月成立，编制是48人，由4个处室组成[7]。
- 中共江苏省委调查部成立于1978年[8]。